# Zander Rhodes
Zander Rhodes (29 de mayo de 2003) es una deportista estadounidense que compite en esgrima, especialista en la modalidad de florete. Ganó una medalla de plata en el Campeonato Mundial de Esgrima de 2022 y una medalla de oro en los Juegos Panamericanos de 2023, ambas en la prueba por equipos.

## Palmarés internacional
| Campeonato Mundial   | Campeonato Mundial | Campeonato Mundial | Campeonato Mundial  |
| Año                  | Lugar              | Medalla            | Prueba              |
| -------------------- | ------------------ | ------------------ | ------------------- |
| 2022                 | El Cairo (Egipto)  | Medalla de plata   | Florete por equipos |
| Juegos Panamericanos |                    |                    |                     |
| Año                  | Lugar              | Medalla            | Prueba              |
| 2023                 | Santiago (Chile)   | Medalla de oro     | Florete por equipos |